# Меркур
Меркур (симбол: ☿) је најмања, а уједно и најближа планета Сунцу и једна од 8 планета у Сунчевом систему, чији орбитални период траје око 88 земаљских дана. Гледано са Земље, Меркуру је потребно скоро 116 дана да направи један пуни круг око своје орбите, што је много брже него код и једне друге планете. Управо ова брзина револуције Меркура је и била разлог због којег је та планета добила име по староримском богу трговине и путовања и гласнику богова Меркуру (лат. Mercurius; грчки еквивалент је Хермес).
Због тога што готово да нема атмосферу која би ублажила сунчево зрачење, површина Меркура је изложена најинтензивнијим температурним варијацијама међу свим планетама Сунчевог система, које се на подручју око екватора крећу између -173 °C у току ноћи и +427 °C у току дана. Температуре на половима су константно испод -93 °C. Меркур је специфичан и по нагибу своје осе јер има најмању вредност међу свим планетама Сунчевог система и износи свега 2,11′ (око тридесети део степена), али и по најизраженијем ексцентрицитету орбите. У фази афела Меркур је чак 1,5 пута даље од Сунца у односу на перихел. Просечна удаљеност Меркура од Сунца је 0,387 АЈ или 57.910.000 km. Годишња доба не постоје у смислу годишњих доба на Земљи, што је последица малог нагиба осе. Површина Меркура је избраздана бројним кратерима метеорског порекла и слична је површини Месеца, што наводи на закључак да је сама планета у геолошком стању мировања више милиона година.
У гравитационом смислу Меркур је гравитационо заробљена планета и има потпуно јединствен систем ротације у односу на остале објекте Сунчевог система. За време једне револуције, Меркур изврши свега једну и по ротацију (док Земља има однос 365:1).
Пошто Меркурова орбита лежи у равни са орбитом Земље (као што је случај и са Венером), ова планета је видљива на земљином небу током раног јутра и увече, али не и током поноћи. Због близине Сунца, ретко је у повољном положају за посматрање, а и тада је видљив изнад хоризонта само кратко време пре заласка или након изласка Сунца. Гледано са Земље, Меркур је видљив у разним фазама (попут Месеца у својим менама). Прва свемирска летелица која се приближила Меркуру била је Маринер 10 током седамдесетих година 20. века. Она је током три „сусрета“ снимила око 45% површине планете. Нова сонда MESSENGER, лансирана у августу 2004, у орбиту Меркура ушла је у марту 2011. и током наредне две године успела је да сними целокупну површину ове планете.

## Физичке карактеристике и унутрашња структура
Меркур је најмања од 4 терестричке планете у Сунчевом систему чији екваторијални радијус износи 2.439,6 km, што је тек за око 40% више од радијуса Месеца. По својим димензијама, Меркур је чак мањи и од највећих природних сателита у Сунчевом систему, као што су Ганимед (Јупитеров месец) и Титан (Сатурнов месец), иако је због знатно веће густине масивнији од њих.
Са густином од 5,427 гр/cm³ Меркур је друга најкомпактнија планета у Сунчевом систему, са густином нешто мањом од Земљине (5,515 гр/cm³). Разлог зашто Меркур, упркос великој количини гвожђа, има мању густину него Земља је у томе што већа маса Земљу чини компактнијом планетом и ствара већу густину. Меркур има масу од само 5,5% масе Земље. Уколико би се искључили ефекти гравитационе компресије елементи од којих је Меркур састављен имали би већу густину и тиме би Меркур са густином од 5,35 гр/cm³ имао већу густину од Земље која би у том случају имала вредност од 4,4 гр/cm³. На основу густине планете може се извести и закључак о њеној унутрашњој структури. Главни узрок изразито великих густина Земље, посебно у њеном језгру је гравитациона компресија, која је у случају Меркура недовољна за толико велике густине због знатно мање масе ове планете. То наводи на закључак да велика густина у унутрашњости Меркура може бити последица постојања језгра које је много масивније од Земљиног, и које у својој грађи има знатно већи удео тешких метала (посебно гвожђа). Структурну основу Меркура чине метали са око 70% удела и силикати који чине преосталих 30% структурних елемената.
На основу геолошких истраживања процењено је да Меркурово језгро има удео од око 42% у целокупној запремини планета (Земљино језгро чини 17%). Радијус језгра је око 1.800 km и оно је окружено мантлом чија дебљина варира између 500 и 700 km. Иако се раније сматрало да је језгро ове планете у получврстом стању, резултати неких истраживања из 2007. наводе на закључак да би оно могло бити у течном стању. За разлику од језгра у чијој структури доминира гвожђе, мантл је изграђен претежно од силиката. На основу података добијених током истраживачке мисије Маринер 10 али и телескопских посматрања са Земље, литосфера Меркура вероватно има дебљину између 100 и 300 km. Једна од карактеристика површине Меркура је и присуство бројних гребена који се протежу у дужину и до неколико стотина километара. Претпоставља се да су настали као последица контракција магме приликом процеса хлађења језгра и мантла у тренуцима када је на површини планете већ била формирана танка очврсла кора.
Неколико теорија објашњава велико присуство гвожђа у грађи језгра Меркура. Најраширенија (и најприхватљивија) теорија је она по којој је Меркур у својој почетној фази настанка имао однос силиката и метала једнак ономе какав је данас у грађи метеорита хондрита који воде порекло из периода формирања Сунчевог система, а да је маса саме планете била до 2,25 пута већа него данас. У истој тој фази дошло је до судара са планетезималном масом, приближне запремине од око шестине тадашње масе Меркура, приликом којег је велики део коре и мантла отргнут од остатка планете, чиме је језгро постало доминантна запреминска компонента у грађи планете.
Према другој теорији, Меркур је настао из соларне маглице и у свом протостању имао је масу двоструко већу у односу на садашњу, али и знатно мању густину. Услед високих температура (због близине Сунца) које су износиле и до 10.000 К, стене на површини Меркура су се топиле и испаравале. Испарења су једно време кружила око планете формирајући танку стеновиту атмосферу коју је с временом соларни ветар једноставно одувао из орбите Меркура. Свака од ових хипотеза је проверавана истраживањима на терену превасходно захваљујући свемирској мисији MESSENGER. Како је сонда MESSENGER на површини пронашла знатно веће концентрације калијума и сумпора него што је било очекивано, испоставило се да ни једна од поменутих хипотеза не одговара стварном стању, пошто би оба елемента због високих температура испарила у спољашњи свемир.

## Површинска геологија
Површина Меркура је најсличнија површини Месеца, и прекривена је бројним ударним кратерима и басенима, што наводи на закључак да је ова планета у геолошкој фази мировања милионима година. Тло Меркура је размрвљено услед удара метеорита и ерозије тла због наглих дневних варијација температуре. Целокупна знања о геологији и геоморфологији Меркура заснована су за сада једино на истраживањима свемирске сонде Маринер 10 из 1975. и на телескопским снимцима са Земље. Због свега тога, Меркур је још увек најзагонетнији међу унутрашњим планетама Сунчевог система, а анализа нових података са сонде MESSENGER ће умногоме помоћи бољем разумевању физичких процеса на овој планети.
На основу различитих вредности албеда на површини, могуће је простим телескопским осматрањима истраживати карактеристике рељефа Меркура. Основни облици рељефа на Меркуру су наборани гребени названи дорсум, висоравни „месечевог типа“, планински ланци, басени, кањони и долине.
Геоморфолошке формације на површини Меркура именују се у складу са међународним правилима о истраживању свемира. Кратери обично носе имена по великим уметницима, сликарима, књижевницима и музичарима, док гребени добијају имена по истакнутим научницима који су се током каријере бавили проучавањем ове планете. Депресије или фосе (лат. fossa) обично носе имена по архитектонским објектима, док се планине (или монтес) именују у складу са варијацијама речи врелина на разним језицима. Равнице (лат. planitiae) представљају верзије имена бога Меркура на разним језицима. Долине (лат. vallis) именују се по опсерваторијама на Земљи.
Меркур је био под снажним ударима комета и астероида током и непосредно по формирању, пре око 4,6 милијарди година, а сам процес бомбардовања (познат и као Лунарна катаклизма) завршио се пре око 3,8 милијарди година (није искључено и да се процес бомбардовања одвијао у више фаза). У том периоду формирана је већина огромних кратера, а ударима је била захваћена цела површина планета. Због непостојања атмосфере која би успорила, а самим тим и ублажила те ударе, површина планете је била изложена директним и најразорнијим ударима. У време најактивније фазе формирања ударних кратера дешавала се и интензивна вулканска активност, а из тог периода потичу и наслаге магме на дну басена Калорис (лат. Planitia Caloris) и простране базалтне равнице у виду глатких плоча.
На основу снимака површине Меркура које је у октобру 2008. направила сонда MESSENGER уочљиво је да је површина Меркура много хетерогенија него што се то раније мислило, и да је знатно сложенија него што је то случај са површинама Месеца или Марса које са Меркуром деле сличну геологију.
Почетком маја 2016. Наса је објавила прву глобалну топографску мапу планете Меркур. За прављење мапе употребљено је више од 100.000 фотографија сонде MESSENGER. На основу ових нових података, утврђено је да је највећа висина изнад просечне (нулте) 4,48 km на локацији јужно од екватора, док је најнижа тачка планете 5,38 km испод просечне висине у басену Рахмањинов.

### Ударни кратери и басени
Цела површина Меркура избраздана је бројним кратерима насталим ударима метеора, чије димензије и облици варирају од релативно малих појединачних „зделастих“ удубљења, па све до сложених ударних басена чији пречници прелазе више стотина километара. Ови површински облици рељефа присутни су на површини Меркура у разним фазама своје еволуције, почев од релативно младих па до готово у целости еродираних. У односу на сличне кратере на Месецу, кратери на Меркуру се разликују по количини избаченог материјала из кратера приликом удара, а која је знатно мања, што је последица много јаче површинске гравитације Меркура. Према правилима Међународне астрономске уније сваки новооткривени кратер добија име по некој од познатих личности из света уметности (особа мора бити међународно позната најмање 50 година, односно да је преминула најмање три године пре откривања кратера).
Највећи познати ударни кратер на површини Меркура је басен Калорис, чији пречник износи око 1.550 km, и то је уједно један од највећих ударних кратера у целом Сунчевом систему. Удар који је створио овај кратер је био толико јак да је проузроковао серију вулканских ерупција чија лава је створила концентрично прстенасто узвишење висине 2 km које окружује цео кратер. Његово дно прекривено је базалтном лавом. Према претпоставкама кратер је настао пре око 3,8 до 3,9 милијарди година, а ударно тело је имало пречник већи од 100 km. Калорис је откривен 1974. године захваљујући снимцима са сонде Маринер 10, и налази се на линији терминације која раздваја тамни и светли део ове планете. На антиподној тачки у односу на басен Калорис налази се неуобичајено брдовито подручје означено као „Чудна земља“ (енгл. Weird Terrain). Ударни таласи услед калоријског удара обишли су једнаком брзином целу планету у свим правцима и сусрели су се на месту антипода самог удара (на 180° од истог), што је довело до снажних подрхтавања површинских делова коре у тој области и формирања таквог облика рељефа.
До сада је на видљивом делу површине Меркура регистровано постојање око 15 ударних басена. Међу веће басене убрајају се и Толстојев са пречником од око 400 km, састављен од више концентричних кругова. Материјал избачен из кратера приликом удара простире се и до 500 km од ивице самог кратера. Сличних димензија је и кратер Бетовен. Све ове морфоскулптуре су временом доживеле (и доживљавају и даље) одређене промене под дејством елемената космичке ерозије (посебно велики утицај имају соларни ветрови и интерпланетарна прашина).

### Равничарска подручја
На површини Меркура постоје две геолошки различите групе равничарских подручја — међукратерске и углачане равнице. Међукратерске равнице представљају благо заталасана равничарска подручја смештена на нешто издигнутијем земљишту између кратера. То су најстарији видљиви делови површине Меркура чија физиономија није измењена услед удара небеских тела из спољног свемира. Овај тип равница размештен је готово равномерно по целој површини планета. Није сасвим јасно да ли су настале радом вулкана или као последица ранијих метеорских удара. Према неким претпоставкама, овај тип равница настао је стапањем више мањих ударних кратера чије дно се засипало услед дејства гравитационе силе, чиме се објашњава постојање јако малог броја кратера пречника мањег од 30 km на површини планете.
Углачане равнице представљају широко распрострањене заравњене површине које испуњавају удубљења различитих димензија и геолошки су млађе творевине у односу на међукратерске равнице. Својом физиономијом доста подсећају на „месечева мора“. Имају исти албедо као и знатно старије међукратерске равнице. Иако не поседују никакве видљиве вулканске карактеристике, извесно је да су вулканског порекла, на шта упућује њихова локација и овалан облик. Чињеница да на овим углачаним равницама у басену Калорис постоји много мање „новијих“ кратера него на геолошки старијем околном „избаченом“ тлу упућује на закључак да је овај тип рељефа настао доста касније. Овај вид равница испуњава широк прстен око самог басена Калорис.
Дно Калориса испуњено је геолошки засебним равницама полигоналних облика, међусобно раздвојених бројним гребенима и пукотинама. Код ових равница још увек није јасно да ли су настале услед излива лаве изазваних ударним таласом или су топљење површинског слоја литосфере узроковале високе температуре настале као директна последица удара.
На површини Меркура се местимично запажају и узвишења у виду набора (у планетарној геологији означена термином рупес од лат. Rupes). Иако је њихово порекло нејасно, претпоставља се да су настали услед контракција у површинском делу планете узрокованих хлађењем у дубљим слојевима. Њихово постојање утврђено је како на базалтним равницама, тако и на врховима кратера, што значи да су то најмлађи облици рељефа на површини Меркура. До сада је на површини Меркура регистровано 17 оваквих набора. Велики утицај на формирање површинске геологије на Меркуру има и само Сунце, због чије је близине интензитет плимске силе у литосфери Меркура и до 17 пута јачи него што је на површини Земље и Месеца.

## Физичке карактеристике површине и егзосфера
Површинске температуре на најекстремнијим тачкама на Меркуру (0°N, 0° или 180°W) варирају између 100 К и 700 К, док температуре на половима услед одсуства атмосфере и степенастог температурног градијента у правцу екватор-полови, никада не расту изнад 180 К. Температуре субсоларне тачке зависе од положаја планете у орбити, па тако у фази перихела износе око 700 К (на 0° и 180°W), а у фази афела око 550 К (на 90° или 270°W). Просечне температуре на тамном делу планете су око 110 К. Јачина сунчевог сјаја на површини Меркура креће се између 4,59 и 10,61 вредности соларне константе (1.370 W/m²). Просечне дневна температура на површини износи око 623 К, док у мрачном делу та вредност је знатно нижа и износи око 103°К.
Иако су дневне температуре на површини Меркура изузетно високе, на основу снимака са сонди утврђено је постојање смрзнуте воде. Лед се налази у дубоким кратерима на половима који никада нису под директним ударима сунчевог сјаја, и где температуре углавном остају испод 102 К, што је знатно ниже од глобалног просека (чија вредност износи око 440 К). Могуће постојање леда утврдили су и радари на површини Земље (опсерваторије Голдстоун у Калифорнији и Very Large Array у Новом Мексику) који су још почетком 1990-их у близини меркурових полова регистровали подручја са веома високим рефлексијама. Иако водени лед није једини узрок овако интензивних рефлексија, астрономи верују да је то најреалнија опција.
Верује се да у леденим областима постоје залихе леда од око 1014–1015 кг, и да је лед по површини прекривен танким слојем реголита који инхибира његову директну сублимацију. За поређење, залихе леда на јужној поларној капи на Марсу износе око 1016 кг, док на Антарктику те исте залихе износе 4×1018. Порекло настанка леда на Меркуру још увек није прецизно утврђено, али се претпоставља да је настао или као последица дегасификације воде из унутрашњости планете, или је на ову планету доспео преко комета.
Меркур има веома малу масу и доста високе температуре, те његова гравитација није у стању да на дужи временски период задржи значајнији атмосферски слој око планете. Меркур има веома слабу и нестабилну егзосферу са комбинованим нивоом притиска од око 10−14 бара (1 ). Меркурова егзосфера је састављена углавном од калијума (31,7%), натријума (24,9%), кисеоника (атомски 9,5% и молекуларни 5,6%), аргона (7,0%), хелијума (5,9%), азота (5,2%), угљендиоксида (3,6%), водоника (3,2%), водене паре и осталих елемената. Меркурова атмосфера је веома нестабилна и одликује је константно губљење атома услед слабе гравитације, док се изгубљени елементи надокнађују из других извора. Атоми водоника и хелијума вероватно долазе са соларним ветровима и дифузирају се у зони магнетосфере пре него што се поново врате у спољни свемир. Радиоактивним распадима у кори такође се ослобађају значајне залихе хелијума, натријума и калијума. Сонда MESSENGER је такође утврдила постојање високих количина калцијума, хелијума, магнезијума, кисеоника, калијума, силицијума, хидроксида и натријума. Утврђено је и присуство водене паре, али и високих концентрација „водених јона“ O+, − и 2O+ (што је било велико изненађење за истраживаче). Научници претпостављају да су ти јони настали као последица деловања соларних ветрова. Постојање атмосфере на Меркуру било је предмет дискусија међу астрофизичарима све до 1974. када је сонда Маринер 10 утврдила постојање једино слабог појаса егзосфере.
Присуство натријума, калцијума и калијума у Меркуровој атмосфери откривено је током 1980-их и 1990-их, и верује се да су ови елементи у атмосферу доспели испаравањем гасова услед топљења стена на површини планете узрокованих ударима метеора. Присуство магнезијума утврдила је сонда Месинџер 2008. године. Студије показују да, с времена на време, емисије натријума се локализују на тачкама које одговарају магнетним половима планете. То указује на интеракцију између магнетосфере и површине планете.
Температуре егзосфере зависе како од географске локације, тако и од концентрације појединих елемената у њој. Температуре атомског водоника у егзосфери крећу се око 420 К, док су температуре натријума знатно више и износе између 750—1.500 К изнад екватора, до 1.500—3.500 К изнад полова. Према неким истраживањима, Меркур је окружен короном од атома калцијума у којој температуре варирају између 12.000 и 20.000 К.
Због велике близине Сунцу, интензитет сунчевог сјаја на површини Меркура је знатно већи него што је то случај са Земљом. Соларна радијација просто „изгурава“ неутралне атоме далеко од површине Меркура, формирајући на тај начин гасовите репове сличним реповима комета. Најважнији структурни елеменат тих репова је натријум чије присуство је регистровано и на даљинама од 56.000 km од површине планете.

## Магнетно поље и магнетосфера
Иако је Меркур планета релативно малих димензија и веома споре ротације (од 59 дана), његово магнетно поље је доста значајно и има глобални карактер. Према подацима са сонде Маринер 10, магнетно поље Меркура има јачину од тек 1,1% јачине магнетног поља Земље. Највеће вредности има на екватору и оне износе око 300 . Баш као и на Земљи, и на Меркуру магнетно поље је диполарног карактера. У односу на земљине магнетне полове, магнетни полови Меркура су готово у равни са осом ротације планете. Мерењима из сонди утврђено је да су и снага и обим магнетног поља Меркура стабилни и постојани.
Магнетно поље Меркура вероватно је генерисано динамо ефектом, на сличан начин као и на Земљи (ефектом којим је магнетизован већ стврднути материјал.). За постојање оваквог динамо ефекта неопходно је течно језгро са високом концентрацијом растопљеног гвожђа. Течно стање језгра и висок степен циркулације елемената у њему последица је јаких плимских ефеката услед високе орбиталне ексцентричности планете.
Магнетно поље Меркура је ипак довољно јако да дефлектује соларне ветрове око планете, и на тај начин формира појас магнетосфере, која је у стању да задржава плазму из соларних ветрова. Управо због овог својства магнетосфере на површини Меркура владају услови свемирске климе. Присуство ових нискоенергетских плазмичних елемената утврђено је на тамном делу магнетосферног поља.
Сонда MESSENGER је током свог другог прелета око планете 6. октобра 2008. утврдила постојање изузетно високог степена пропустљивости магнетног поља. Такође је утврђено и постојање такозваних магнетних торнада — када изврнути снопови магнетног поља повезују планетарно магнетно поље са међупланетарним простором — ширине и до 800 km, што је трећина полупречника планете. Та магнетна торнада се формирају када се магнетна поља која са собом носе соларни ветрови прожимају са магнетним пољем планете. У моменту прожимања формирају се вертикалне вртложасте структуре у виду магнетно флуксних цеви кроз које соларни ветрови могу директно да допиру до површине планете.
Овакав процес међусобног повезивања интерпланетарних и планетарних магнетних поља познат је као магнетна реконекција и веома је честа појава у физици свемира. Такође се јавља и у магнетном пољу Земље (формирајући такође магнетна торнада). Међутим, степен магнетне реконекције у магнетосфери Меркура је и до десет пута виши него што је то случај са магнетосфером Земље (према подацима са сонде MESSENGER), а тек трећина те снаге је последица близине Сунца.

## Ротација и револуција
Меркур је планета са највећим ексцентрицитетом орбите у Сунчевом систему, и његова орбита одступа од идеалног круга за 0,21, односно удаљеност од Сунца се креће између минималних 46 милиона до максималних 70 милиона километара. Да би обишао пун круг око своје орбите Меркуру је потребно 87,969 земаљских дана. На дијаграму са десне стране (горњи дијаграм) виде се ефекти те ексцентричности, односно чињеница да Меркурова орбита дели исту велику полуосу са идеалном кружном орбитом на два места. Из првог дијаграма је очито и да су брзине кретања по орбити знатно веће што је планета ближа тачки перихела (и обрнуто), односно растојање између два петодневна периода посматрања је веће. Промене удаљености од Сунца на дијаграму 1 су представљене неједнаким величинама планете, које су инверзно пропорционалне у односу на удаљеност од Сунца. Те промене удаљености од Сунца у комбинацији са ротационом резонанцијом од 3:2 (3 ротације током 2 револуције) резултују сложеним варијацијама температура на површини планете, односно до смена дана и ноћи на површини Меркура долази након сваке две револуције.
У односу на раван еклиптике Меркурова орбита је нагета под углом од 7 степени. То значи да је гледано са Земље, Меркур у транзиту преко површине сунчевог диска на хоризонту сваких 7 година, односно онда када се Меркур при преласку преко равни еклиптике налази између Сунца и Земље.
Нагиб осе ротације (аксијална раван) Меркура има вредност приближно 0, односно најпрецизнија измерена вредност је 0,027 степени. То је знатно мања вредност у поређењу са аксијалном равни Јупитера чија вредност је 3,1° (други најмањи нагиб осе ротације међу планетама Сунчевог система). То практично значи да хипотетички гледано са једног од полова на Меркуру, Сунце на хоризонту никада не прелази 2,1 лучна минута.
Гледано са одређених тачака са површине Меркура, хипотетички посматрач би само у току једног меркуријанског дана био у могућности да три пута види кулминацију Сунца на хоризонту и његов пад (без заласка). То се догађа због промена орбиталне брзине, према 2. Кеплеровом закону. Четири дана пре перихела (који се у случају Меркура назива перихелион) орбитална брзина престиже брзину ротације и Сунце се почиње да се привидно гиба уназад. Четири дана након перихела орбитална брзина се довољно смањи, тако да се Сунце наставља да се нормално гиба. Како је амплитуда ретроградног кретања мала, стиче се привидан утисак да је Сунце готово фиксирано у зениту и да тада има највећи сјај (што је и нормално јер је тада планета у перихелу). Овакав ситуација дешава се на две тачке на екватору (међусобно удаљене 180° географске дужине) у два различита периода меркуријанске године. Те две тачке су због продуженог излагања Сунцу током његове кулминације уједно и две најтоплије тачке на површини Меркура. Насупрот овим, постоје још две тачке на екватору, удаљене по 90° географске дужине од њих, изнад којих је Сунце у зениту само онда када је Меркур у афелу. Тада је кретање Сунца изнад хоризонта најбрже и те тачке добијају најмање сунчеве топлоте.
Меркурове конјункције у односу на Земљу у просеку се понављају сваких 116 земаљских дана, али се тај интервал мења од 105 до 129 дана због великог степена ексцентрицитета орбите. Најмања удаљеност између Меркура и Земље је 77,3 милиона км, а то растојање неће бити мање од 80 милиона километара све до 28.622 земаљске године. Следеће најближе растојање у односу на Земљу, Меркур ће остварити 2679. године и тада ће бити на растојању од 82,1 милион километара, односно на 82 милиона километара удаљености ће бити 4487. године. Тај период његовог ретроградног кретања гледано са Земље може да траје између 8 и 15 дана.
Меркур веома споро ротира око сопствене осе. Дуго времена се сматрало да је због плимних сила синхронизован са Сунцем, односно да је потребно исто време и за револуцију и за ротацију, при чему би увек био окренут ка Сунцу истом страном, баш као што је увек иста страна Месеца окренута ка Земљи (резонанција 1:1). Међутим, тек су радарска осматрања из 1965. године показала да је у резонанцији 3:2. Окрене се три пута око своје осе за време два обиласка око Сунца. Ова резонанција је стабилна захваљујући великој ексцентричности Меркурове путање, што посебно долази до изражаја у фази перихела када су соларне плимске силе најинтензивније. До првобитног, погрешног закључка астрономи су дошли посматрајући га увек у најповољнијој тачки путање, где је увек показивао исту страну. Разлог томе је што се увек у истој тачки своје 3:2 резонанције налази у најповољнијем положају за посматрање са Земље. То значи да је један ротациони период Меркура једнак половини његовог синодичког периода у односу на Земљу. Управо због те резонанције од 3:2, један соларни дан на Меркуру (време које протекне између два проласка гама тачке кроз небески/месни меридијан) траје око 176 земаљских дана. Сидерички дан (период ротације) траје 58,7 земаљских дана.
Симулације упућују на закључке да орбитални ексцентрицитет Меркура варира хаотично од близу 0 до више од 0,45 у последњих неколико милиона година услед пертурбација које изазивају остале планете Сунчевог система. На основу неких нумеричких симулација извесно је да ће у будућности секуларна орбитална резонанција у интеракцији са Јупитером довести до раста ексцентрицитета орбите, и повећати шансе за евентуални судар Меркура са Венером у наредних 5 милијарди година на око 1%.

### Одступања у перихелу
Године 1859. француски математичар и астроном Ирбен Левирје установио је да спора прецесију Меркурове орбите око Сунца није објашњива помоћу Њутнових правила класичне механике, односно није последица пертурбација тада познатих планета. Левирје је тада изнео теорију о постојању још једног небеског тела (или више њих мањих димензија) у подручју између Меркура и Сунца који су проузроковали те пертурбације. Како су астрономи на сличан начин установили постојање Нептуна (на основу пертурбација које је узроковао у орбити Урана), Левирјеова теорија је сматрана као једним од могућих решења. Хипотетичко небеско тело које је узроковало пертурбације Меркурове орбите названо је Вулканом. Ипак постојање тог небеског тела никада није доказано.
Апсидна прецесија Меркура има вредност од 5.600 лучних секунди (1,5556°), у односу на један век на Земљи, или 574,10±0,65 лучних секунди по једном земаљском веку. Према правилима класичне механике та одступања су прерачуната на 1,5436°. Појавом Ајнштајнове Опште теорије релативности пронађено је објашњење за ова мала одступања. На основу ОТР-а утврђено је да су та одступања свега 42,98 лучних секунди на сваких 100 година. Слична одступања забележена су и код других планета — Венера 8,62; Земља 3,84; Марс 1,35 и астероид 1566 Икар са 10,05 лучних секунди.

## Истраживања Меркура
Привидна магнитуда Меркура варира у вредностима између -2,6 (што је нешто сјајније у односу на најсјајнију звезду Сиријус) и +5,7 (што је у теоријским границама видљивости голим оком). Екстремне вредности се јављају када је Меркур у близини Сунца на хоризонту. Управо његова близина Сунцу је и највећи проблем код посматрања са Земље, пошто је у највећем делу дана заклоњен сунчевим сјајем. Детаљније проучавање Меркура методом посматрања са Земље могуће је једино током свитања и сумрака. Меркур је могуће посматрати током потпуног помрачења Сунца, као што је случај са многим другим планетама и звездама.
Гледано са Земље, Меркур као и Венера и Месец, пролази кроз различите периоде мена. У фази пуног и младог Меркура није видљив са Земље јер се налази у конјунктивним фазама. Када је у фази пуног Меркура тада је, технички гледано најсјајнији, иако је у тој фази на највећој удаљености од Земље (али ту разлику анулира феномен зван Зелигеров ефекат).
Практична посматрања Меркура са Земље у фази његовог највећег сјаја (за време пуне фазе) су готово немогућа због екстремне близине сунчевог диска. Оптимални услови за посматрање јављају се у фазама прве и последње четврти, иако је његов сјај у тим фазама знатно слабији. Прва и последња фаза поклапају се са највећим елонгационим угловима, како на истоку тако и на западу (у односу на сунчев диск на небу). У тим фазама Меркур се налази на угаоном растојању од Сунца од 17,9° (у фази перихела) до 27,8° (у фази афела). Током највеће елонгације на западу Меркур је најсјајнији пре изласка Сунца, односно непосредно после заласка Сунца у источној фази елонгације.
Најповољније тачке на Земљи за посматрање Меркура налазе се у тропским и суптропским подручјима, пошто на тим географским ширинама у одређеном периоду године еклиптика пресеца хоризонт под оштрим углом. Најповољнија позиција за посматрање Меркура на тамном небу је када се он налази под углом од 10° изнад хоризонта. То се дешава када се Меркур на хоризонту налази готово вертикално изнад Сунца за време његове максималне елонгације у односу на Сунце од 28°, односно када је Сунце на хоризонту под углом од 18°.
На умереним географским ширинама Меркур је много видљивији са јужне, него са северне хемисфере. То се дешава због тога што су максималне елонгације Меркура западно од сунчевог диска у периоду ране јесени на јужној хемисфери, док су максималне источне елонгације током касне зиме на истој хемисфери. У оба наведена случаја угао Меркурове орбите и еклиптике је највећи, што му омогућава појављивање на ноћном небу тих подручја неколико сати пре изласка Сунца, односно задржавање на истом до неколико сати по заласку.

### Меркур у древној астрономији
Најстарији записани подаци о Меркуру пронађени су на глиненим плочицама Мул. Апин и верује се да су настали у древној Асирији негде у 14. веку пре нове ере. Планета Меркур је на тим плочицама означавана пиктограмом који је транскрибован као , што би у буквалном преводу имало значење „скачућа планета“.  Први Вавилонски писани подаци о овом небеском телу датирају из 10. века пре нове ере, и у њима се планета Меркур означава именом Набу, односно именом врховног гласника богова у локалној митологији.
Хесиодови савременици у античкој Грчкој су ову планету познавали под именима Στίλβων (стилвон — „блиставо“) и  ('ермаон). Нешто касније Меркур је у грчким изворима означаван двојним именом, као Аполон када се појављивао на небу у свитање и Хермес, када је био видљив у сумрак. Све до 4. века пре нове ере грчки астрономи су сматрали да је реч о два засебна небеска тела, па због тога и два посебна имена. Касније је ово небеско тело означавано по богу Хермесу (у новогрчком језику етноним Ἑρμής се изговара као Ермис). И у римској астрономији Меркур је име добио по гласнику локалних божанстава Меркуру (лат. Mercurius), управо због чињенице да се ово небеско тело преко хоризонта креће брзинама много већим него остале планете и звезде. Астрономски симбол Меркура је стилизована верзија Хермесовог кадуцеја ☿.
Хеленски астроном и математичар Клаудије Птолемеј у свом капиталном Великом зборнику астрономије помињао је могућност преласка мањих небеских дела преко сунчевог диска, али није писао о њиховом постојању.
У древној Кини планета Меркур је била позната под именом Ченг Синг (кин: 辰星) или у приближном преводу као „једносатна звезда“ и у астрономском смислу изједначавао се географским правцем севера и фазом воде у филозофији пет елемената вусинга. И данас у Кини, Кореји, Јапану и Вијетнаму планета Меркур има значење „водене планете“, што је у складу са древном филозофијом. У Хиндуизму Меркур се изједначава са божанством Будха, заштитником трговине и трговаца којем је посвећена свака среда. У германској митологији изједначавао се са божанством Одином (или Воденом). У мајанској цивилизацији Меркур је представљан у лику 4 сове које су биле гласнице загробног света.
Древна конекција Меркура са трећим даном у недељи, средом и данас је видљива у именима за тај дан у многим савременим романским језицима — француски mercredi, шпански miércoles или румунски miercuri.
У древним индијским астрономским списима Сурја Сиданта из 5. века постоји и астрономски спис у ком се налазе израчунате и димензије тада познатих планета, и где је вредност пречника Меркура 4.841 km, што је за свега 41 km (грешка мање од 1%) мање од стварног дијаметра (4.880 km).
У средњовековној исламској астрономији велика пажња се посвећивала положају планета и њиховим кретањима. Тако је Ал-Андалужански астроном Ал Заркали у 11. веку описивао „геоцентричну“ орбиту Меркура као овалну и ексцентричну. Ибн Бадџа је у 12. веку уочио постојање „две тамне мрље на површини Сунца“, а његова открића су послужила као основа за истраживања у древној Марагској опсерваторији где је век касније персијски астроном Ал Ширази повезао те „тамне мрље“ са путањама Меркура и Венере. Један од водећих астронома и математичара индијске Кералске школе математике и астрономије Нилаканта Сомајаџи је 1501. израдио делимично хелиоцентрични планетарни модел по којем се Меркур окретао око Сунца (до сличних запажања дошао је и Тихо Брахе средином 16. века).

### Телескопска осматрања са Земље
Посматрање површине Меркура са површине Земље је доста лимитирано, како због близине Сунца, тако и због чињенице да је Земљи окренута увек иста страна те планете. Прва телескопска осматрања Меркура вршио је почетком 17. века италијански математичар и астроном Галилео Галилеј. Иако је својим телескопом утврдио одређене мене Венере, Галилеј није уочио исту особину код Меркура због скромних техничких могућности његовог телескопа. Француски астроном Пјер Гасенди је био први који је путем телескопа потврдио прелазак Меркура преко површине сунчевог диска 1631. године. Гасенди је до тих резултата дошао следећи математичке прорачуне које је раније направио Јохан Кеплер. Године 1639, Ђовани Цупи је помоћу телескопа утврдио постојање сличних орбиталних фаза Меркура као код Венере и Месеца, а доказао је и чињеницу да се Меркур окреће око Сунца.
Енглески астроном и лекар Џон Бевис је 28. маја 1737. посматрајући из Гриничке опсерваторије забележио један веома редак феномен окултације Меркура и Венере који се дешава једном у неколико стотина година. Следећа окултација Меркура Венером десиће се тек 3. децембра 2133. године.
Због близине Сунца и велике брзине револуције, проучавање Меркура путем телескопа са Земље је знатно отежано и ограничено, збг чега је ова планета још увек једна од најмање познатих и најслабије изучаваних, а често су била присутна и нереална и погрешна запажања. Тако је немачки астроном Јохан Јеронимус Шретер посматрајући површину Меркура 1800. тврдио да је на површини те планете уочио и до 20 km високе планине, док је Фридрих Бесел користећи Шретерове мапе погрешно израчунао период ротације на 24 сата и нагиб аксијалне равни од 70°. Током 1880-их година Ђовани Скјапарели је направио прве тачније мапе планете, уједно тврдећи да су услед утицаја плимских сила са Сунца и ротација и револуција идентичне и да трају 88 дана (синхрона ротација), те да је због истих Меркур увек истом страном окренут ка Сунцу (што је било погрешно). Даље радове на мапирању површине Меркура наставио је француски астроном грчког порекла Ежен Антониади, објавивши 1934. књигу у којој су се налазиле и Скјапарелијеве мапе, али и његова властита запажања. Највећи део геолошких формација на површини Меркура (регистрованих на основу различитог албеда) добио је имена управо на основу Антониадијевих мапа.
У јуну 1962. тим совјетских научника са Института за радио инжињеринг и електронику предвођен Владимиром Котељниковим успео је да ухвати први радарски ехо са Меркура, чиме је почела нова — радарска фаза у историји проучавања ове планете. Три године касније је амерички тим истраживача уз помоћ 300 m широког радио телескопа Аресибо утврдио је ротациони период Меркура од 59 дана. Како је раније било раширено мишљење да Меркур има синхронизовану ротацију, резултати радио-истраживања су представљали велико изненађење. Мерења су такође потврдила да су вредности температура на „тамном делу планете“ знатно више него што се то раније мислило, што је довело до коначног одбацивања теорије синхронизоване ротације. Нови резултати су објашњавани евентуалним постојањем јаких ветрова на површини Меркура који су утицали на дистрибуцију топлоте у тамном делу планете.
Италијански астроном Ђузепе Коломбо први је утврдио однос између ротације и револуције Меркура у резонанцији 3:2, што је практично потврдила и сонда Маринер 10, чиме су доказане и Скјапарелијеве и Антонијадисове тврдње.
Посматрања путем радио-телескопа уз помоћ технологије интерферометрије у микроталасним дужинама омогућио је астрономима да елиминишу ефекте сунчеве радијације и да утврде нове детаље о физичким и хемијским карактеристикама површинског слоја земљишта Меркура до дубина од неколико метара.
највећи део површине Меркура је мапиран уз помоћ телескопа Аресибо (резолуције 5 km), укључујући и залихе воденог леда у кратерима на поларним пределима.

### Истраживања путем свемирских мисија
Истраживање Меркура путем слања свемирских сонди у правцу орбите ове планете представља велики технички изазов за инжењере, како због близине Сунцу, тако и због велике орбиталне брзине од чак 48 km/сек, што је много брже од орбиталне брзине Земље (30 km/сек). Током путовања ка орбити Меркура свака од сонди мора да се током пута од преко 91 милион километара бори и са снажним гравитационим силама Сунца које са сваким пређеним километром ка Меркуру постају све интензивније. Свака од летелица мора константно да повећава брзину (Δv) да би успешно прешла из једне у другу орбиту (Хохманов трансфер орбита).
Потенцијална енергија ослобођена померањем надоле сунчеве потенцијалне јаме прелази у кинетичку енергију што захтева ново велико убрзање делта-ни. Да би летелица безбедно ушла у орбиту Меркура потребно је да у потпуности користи ракетне моторе. Аерокочење је неупотребљиво због непостојања значајније атмосфере. За евентуално путовање на Меркур потребно је знатно више ракетног горива него што би хипотетичкој летелици требало да оствари брзину ослобађања из целог Сунчевог система (Меркур има вредности друге космичке брзине од 4,3 km/сек). Самим тим експедиције ка Меркуру су веома скупе и до сада су извршене само две: Маринер 10 у периоду 1974/75. и MESSENGER.
Јефтинија алтернатива моторима са ракетним горивом је верзија летелица са соларним једрима које би током лета користиле енергију сунчевог зрачења.

#### Маринер 10
Прва свемирска сонда која је упућена ка орбити Меркура била је сонда Маринер 10 агенције НАСА, која је лансирана 3. новембра 1973. са космодрома Кејп Канаверал на Флориди. Маринер 10 је био први сателит који је користио принципе гравитационе праћке. Гравитациона сила планете Венере искоришћена је како би се ефикасније стигло до орбите планете Меркур. Маринер 10 је такође користио притисак сунчевог зрачења на соларним панелима и великој параболичној антени да би променио висину орбите. Уједно била је то и прва свемирска мисија која је истраживала две планете (поред Меркура и Венеру). Сонда Маринер 10 је направила прве крупне кадрове површине Меркура и сложене структуре његове површине. Сонда је око Меркура имала 10 орбиталних периода и како је сваки пут била окренута истој страни планете направљени су детаљни снимци тек 45% површине планете.
Непуна два дана пре уласка у орбиту Меркура, 27. марта 1974. године, инструменти на сонди су почели да ван сваких очекивања бележе велике вредности ултраљубичастог зрачења. У почетку се мислило да је зрачење последица постојања природног сателита у орбити Меркура, да би се касније претпоставило да то зрачење вероватно води порекло из сазвежђа Пехара.
Сонда Маринер 10 је током своје мисије три пута летела веома ниско у орбити око Меркура (најнижа висина је била на свега 327 km изнад површине планете). Већ током првог прелета инструменти су регистровали постојање јаког магнетног поља које је детаљније проучено током трећег прелета. Тада је утврђено да је магнетно поље Меркура доста слично ономе око Земље, и да штити планету од јаких соларних ветрова.{{напомена|Расправе о пореклу магнетног поља на Меркуру и данас су субјекти разних теоријских истраживања.
Свега 8 дана по окончању последњег планираног прелета 24. марта 1975. године нестало је горива које је покретало летелицу и било је немогуће одржавати летелицу у прецизно дефинисаној орбити, те је у том тренутку летелици послата команда да искључи свој сигнал и престане са слањем података ка Земљи. Претпоставља се да је сонда Маринер 10 остала у орбити око Сунца и да сваких неколико месеци пролази у близини Меркура. Претпоставља се и да је већина уређаја на њој уништена услед деловања сунчевог зрачења.

#### Сонда
Друга истраживачка сонда ка Меркуру под именом  (у преводу са енглеског гласник) лансирана је 3. августа 2004. године са космодрома Кејп Канаверал на Флориди. Цела мисија је организована под покровитељство Америчке свемирске агенције, уз техничку помоћ Лабораторије за примењену физику из Хауарда у Мериленду, а сам процес лансирања обављен је уз помоћ ракетног носача Делта II.
Основни задатак мисије је да из орбите Меркура врши снимања и мерења физичких и хемијских карактеристика планете у 6 основних задатака: проучавање геолошке историје планете и узроке високе густине, структуре језгра, порекло магнетног поља, постојање воденог леда на половима и карактеристике егзосфере (превасходно се базирајући на њен настанак). Сонда је опремљена моћним спектрометрима чији је циљ детаљније проучавање састава и густине коре, те магнетометрима који прецизно мере брзине наелектрисаних честица у магнетном пољу. Камере високе резолуције омогућиле су детаљно снимање површине планете.
Након лансирања сонда је око годину дана провела у орбити око Земље коју је коначно напустила 12. децембра 2005. године запутивши се у правцу Венерине орбите. Боравак у земљиној орбити искоришћен је уједно и за тестирање мерних уређаја на сонди и за пробна снимања. У орбиту око Венере сонда је ушла у октобру 2006. године, а током јуна 2007. направила је други прелет око ове планете, да би потом кренула ка орбити Меркура. У Меркурову орбиту сонда је први пут ушла 14. јануара 2008. (а потом и 6. октобра исте године и 29. септембра 2009. године користећи гравитациони маневар). Потом је сонда започела једногодишње орбитално снимање површине планете које је започело 18. марта 2011. године, а први снимци површине планете направљени су већ 29. марта. Прва фаза снимања завршена је до средине марта 2012. прикупљањем око 100.000 снимака. Коначно снимање целокупне површине планете окончано је током марта 2013. Планирано је да следећа истраживачка мисија буде окончана до марта 2015. године.
Током боравка у орбити око Меркура, мерни инструменти сонде MESSENGER утврдили су постојање водене паре у егзосфери, као и постојање воденог леда на северном полу планете.
- Монохроматски приказ површине Меркура са Месинџера.
- Кратер Х је добио име по облику слова Х у средини.
- Азимутна пројекција гледано са јужног пола.
- Гребени у близини јужног пола Меркура.

#### Мисија
је планирана заједничка мисија за истраживање Меркура у организацији Европске свемирске агенције и Јапанске агенције за истраживање свемира чије лансирање је планирано за 9. јул 2016. године, ракетом Аријана 5 са космодрома у Француској Гвајани, али је касније одложено за април 2018. године.
Планирано је да мисија садржи два сателита који ће бити заједнички лансирани ка орбити око Меркура (планетарни орбитер и магнетосферни орбитер) са основним задацима у проучавању магнетног поља и магнетосфере Меркура, те површине и унутрашње грађе. Летелица би по лансирању требало да изврши један пролазак поред Земље, два поред Венере и чак пет поред Меркура, пре него што коначно уђе у орбиту око ове планете почетком јануара 2024. године. По уласку у орбиту планирано је одвајање два поменута сателита и почетак њихових сепаратних истраживања. Истраживања у орбити Меркура требало би да трају најмање годину дана (365 земаљских дана).